# Arrondissement dell'Alta Corsica
Le sottoprefetture del dipartimento francese delle Corsica settentrionale, nella regione Corsica.
I 3 arrondissement attuali hanno come capoluogo: Bastia, Calvi, Corte
- Arrondissement di Bastia
- Arrondissement di Calvi
- Arrondissement di Corte

## Storia
- 1790: creazione del dipartimento della Corsica
- 1793: separazione della Corsica in 2 dipartimenti, fra cui il Golo, corrispondente all'attuale Corsica settentrionale, con 6 distretti: Bastia, Cervione, Corte, L'Île-Rousse, Oletta, La Porta d'Ampugnani
- 1800: creazione degli arrondissement: Bastia, Calvi, Corte
- 1811: soppressione del dipartimento del Golo, restaurazione del dipartimento della Corsica
- 1976: creazione della Corsica settentrionale: Bastia, Calvi, Corte